# Dự trữ dầu mỏ chiến lược của Hoa Kỳ

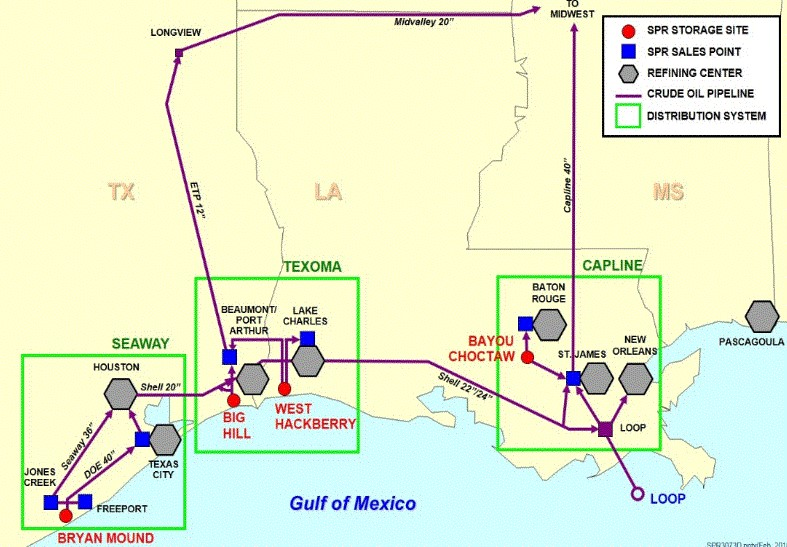
Strategic Petroleum Reserves, United States, 2018.

Dự trữ dầu mỏ chiến lược của Hoa Kỳ (tiếng Anh: Strategic Petroleum Reserve hay viết tắt là SPR) là kho dự trữ dầu mỏ khẩn cấp, được Bộ Năng lượng Hoa Kỳ duy trì. Đây là nguồn cung ứng dầu mỏ khẩn cấp lớn nhất trên thế giới với khả năng tích trữ lên đến 727 triệu thùng dầu (115.600.000 m3).
Số lượng dự trữ hiện thời được mô tả trên trang mạng SPR. Tính đến ngày 12 tháng 10 năm 2012, lượng dự trữ là 694,9 triệu thùng (110.480.000 m3). Số lượng dầu này đủ dùng cho 36 ngày theo mức độ tiêu thụ dầu mỗi ngày hiện nay của Hoa Kỳ là 19,5 triệu thùng một ngày (3.100.000 m3/ngày). Với giá dầu trên thị trường là $102 một thùng tính đến tháng 2 năm 2012) kho tích trữ dầu này có tổng giá trị trên $26,7 tỉ dầu thô ngọt (sweet crude) và khoảng $37,7 tỉ dầu thô chua (sour crude, nếu tính giá giảm khoảng $15/thùng vì hàm lượng lưu huỳnh có trong dầu thô chua). Tổng giá trị dầu thô trong kho tích trữ này là khoảng $64,5 tỉ đô la Mỹ. Tổng số tiền chi cho số lượng dầu này là $20,1 tỉ (trung bình $28,42 một thùng).
Việc thu mua dầu thô được tiếp tục trở lại vào tháng 1 năm 2009 bằng tiền thu nhập sẵn có từ việc bán dầu khẩn cấp đối phó trận bão Katrina năm 2005. Bộ Năng lượng Hoa Kỳ mua 10.700.000 thùng (1.700.000 m3) với giá là $553 triệu.
Hoa Kỳ bắt đầu dự trữ dầu mỏ vào năm 1975 sau khi nguồn cung cấp dầu mỏ bị cắt trong suốt thời gian xảy ra vụ cấm vận dầu mỏ năm 1973-74. Mục đích dự trữ dầu mỏ của Hoa Kỳ là để giảm thiểu tình trạng nguồn cung ứng dầu mỏ tạm thời bị gián đoạn. Theo World Factbook, Hoa Kỳ nhập cảng tổng số 12 triệu thùng dầu (1.900.000 m3) một ngày (MMbd), vì vậy kho tích trữ dầu của Hoa Kỳ chứa nguồn cung cấp dầu là 58 ngày. Tuy nhiên, khả năng rút dầu tối đa từ kho dự trữ dầu chỉ là 4,4 triệu thùng (700.000 m3) một ngày, như vậy kho dự trữ có thể cung ứng dầu kéo dài đến trên 160 ngày.

## Các cơ sở dự trữ
Văn phòng điều hành của SPR nằm tại thành phố New Orleans, Louisiana.
Kho chứa nằm tại bốn địa điểm trên Vịnh México, mỗi địa điểm nằm gần một trung tâm lọc và chế biến dầu mỏ. Mỗi địa điểm gồm có một số hang nhân tạo được tạo thành các vòm muối bên dưới mặt đất.
Các hang riêng biệt nằm trong một địa điểm có thể sâu trên 1000 mét bên dưới mặt đất, có chiều rộng và dài trung bình là 60 mét, chiều sâu 600 mét, có khả năng chứa từ 6 đến 37 triệu thùng dầu (950.000 đến 5.900.000 m3). Gần $4 tỷ đô la được chi tiêu cho các cơ sở này. Việc dự trữ dầu mỏ trong các hang là để giảm thiểu chi phí; Bộ Năng lượng Hoa Kỳ cho rằng việc dự trữ dầu bên dưới mặt đất rẻ hơn mười lần so với dự trữ trên mặt đất. Những lợi thế cho phương pháp này gồm có: không bị rò rĩ, cất giữ dầu một cách tự nhiên hơn vì nhiệt độ trong các hang chứa dưới mặt đất không thay đổi nhiều. Các hang chứa được tạo nên bằng cách khoan sâu xuống mặt đất và sau đó hòa tan muối với nước.

### Địa điểm hiện có
- Bryan Mound - Freeport, Texas. 20 hang với khả năng tích trữ 254 triệu thùng (40.400.000 m3) với khả năng rút dầu ra là khoảng 15 triệu thùng (2.400.000 m3) mỗi ngày.[6][7]
- Big Hill - Winnie, Texas. Có khả năng trữ 160 triệu thùng (25.000.000 m3) với khả năng rút dầu ra là 11 triệu thùng (1.700.000 m3) một ngày. Cơ sở này có kế hoạch được mở rộng để tích trữ 250 triệu thùng (40.000.000 m3) với khả năng rút dầu ra là 15 triệu thùng (2.400.000 m3) một ngày.[7]
- West Hackberry - Lake Charles, Louisiana. Có khả năng tích trữ 227 triệu thùng (36.100.000 m3) với khả năng rút dầu là 13 triệu thùng (2.100.000 m3) mỗi ngày.[7]
- Bayou Choctaw - Baton Rouge, Louisiana. Có khả năng trữ 76 triệu thùng (12.100.000 m3) với tốc độ rút dầu tối đa là 550.000 thùng (87.000 m3) một ngày. Cơ sở này có kế hoạch mở rộng để tích trữ 109 triệu thùng (17.300.000 m3) với khả năng rút dầu ra là 600.000 thùng (95.000 m3) một ngày.[7]

### Địa điểm tương lai
- Richton, Mississippi. Cơ sở này, nếu được xây theo kế hoạch, sẽ có khả năng tích trữ 160 triệu thùng (25,000,000 m3) với khả năng rút dầu ra là 1 triệu thùng (160,000 m3) một ngày.[7] Bộ trưởng Năng lượng Hoa Kỳ, Samuel Bodman, thông báo thành lập địa điểm này vào tháng 2 năm 2007.[8] Địa điểm mới này hiện nay đang gặp phải một vài sự chống đối.[9]

### Địa điểm không còn sử dụng
- Weeks Island - Quận Iberia, Louisiana (loại khỏi biên chế năm 1999). Có khả năng tích trữ 72 triệu thùng (11,400,000 m3). Cơ sở này từng là hầm mỏ muối thông thường nằm gần mặt đất, trước đó từng do công ty Muối Morton làm chủ. Năm 1993, một hố địa ngục hình thành tại điểm này, khiến cho nước ngọt tràn vào trong hầm mỏ. vì việc xây dưng hầm mỏ này trên nền có tích muối, nước ngọt có thể bào mòn trần, có khả năng làm sập cơ cấu hầm. Hầm mỏ này được đổ đầy hỗn hợp nước muối bảo hòa. Tiến trình này cho phép thu hồi được 98% lượng dầu mỏ chứa trong hầm mỏ này, giảm nguy cơ nước ngọt xâm phạm, và giúp phần dầu còn lại không bị rò rỉ vào mạch nước ngọt nằm phía trên vòm muối.

## Lịch sử

### Bối cảnh
Việc sử dụng kho dự trữ này được định đoạt bởi các yếu tố có ghi trong Đạo luật Chính sách và Bảo tồn Năng lượng năm 1975 (Energy Policy and Conservation Act hay viết tắt là EPCA), chủ yếu là để đối phó với một cuộc khủng hoảng nguồn cung cấp dầu mỏ thật tệ hại. Tốc độ tối đa rút dầu ra khỏi kho dự trữ này là 4,4 triệu thùng một ngày (700.000 m3/ngày). Dầu có thể vào thị trường 13 ngày sau khi có lệnh mở kho của tổng thống. Bộ Năng lượng Hoa Kỳ nói rằng họ có khoảng 59 ngày được bảo vệ giá cả nhập cảng dầu mỏ cho kho dự trữ này. Cộng thêm việc bảo vệ giá cả từ phía tư nhân thì ước tính bảo vệ giá cả nhập khẩu lên đến 115 ngày.
Kho dự trữ này được lập ra theo sau khủng hoảng năng lượng 1973. Đao luật Chính sách và Bảo tồn Năng lượng, gọi tắt là EPCA, ngày 22 tháng 12 năm 1975, đã tạo nên chính sách cho Hoa Kỳ nhằm thiết lập một kho dự trữ lên đến 1 tỉ thùng (159 triệu m³) dầu mỏ. Một số địa điểm tồn trữ hiện có đã được mua vào năm 1977. Các cơ sở dự trữ đầu tiên trên mặt đất được bắt đầu xây dựng vào tháng 6 năm 1977. Ngày 21 tháng 7 năm 1977, số lượng dầu mỏ đầu tiên—khoảng 412.000 thùng (65.500 m3) dầu thô nhẹ của Ả Rập Xê Út—được đưa vào kho dự trữ. Việc đưa thêm dầu vào kho bị đình chỉ trong năm tài chính 1995 để tận dụng nguồn ngân sách cho tái thiết các trang bị của kho dự trữ và kéo dài tuổi thọ của các cơ sở dự trữ. Các địa điểm hiện nay của SPR được ước đoán là còn sử dụng được cho đến năm 2025. Việc đưa thêm dầu vào kho dự trữ được tiếp tục vào năm 1999.

### Dự trữ và ngưng dự trữ
Ngày 13 tháng 11 năm 2001, Tổng thống George W. Bush thông báo rằng SPR sẽ được dự trữ đầy kho. Tổng thống nói rằng "Dự trữ đầu mỏ Chiến lược là một nhân tố quan trọng trong an ninh năng lượng của quốc gia chúng ta. Để tăng tối đa sự bảo vệ dài hạn chống lại sự đột ngột mất nguồn cung cấp dầu, tôi chỉ thị cho Bộ trưởng Năng lượng đổ đầy kho dự trữ dầu lên đến khả năng dự trữ của nó là 700 triệu thùng [111.000.000 m³]." Mức độ dầu mỏ cao nhất lần đổ đầy trước vào năm 1994 là 592 triệu thùng (94.100.000 m3). Vào lúc Tổng thống Bush ra sắc lệnh, kho dự trữ có chứa khoảng 545 triệu thùng (86.600.000 m3). Kể từ sắc lệnh tổng thống năm 2001, khả năng dự trữ của kho đã gia tăng khoảng 27 triệu thùng (4.300.000 m3) nhờ vào việc mở rộng tự nhiên các hầm muối mà dầu dự trữ được tích trữ trong đó. Đạo luật Chính sách Năng lượng năm 2005 kể từ đó đã chỉ thị bộ trưởng năng lượng đổ đầy kho dự trữ dầu mỏ lên đến mức tới hạn cho phép là 1 tỉ thùng (160.000.000 m3). Đây là một tiến trình đòi hỏi phải mở rộng các cơ sở tích trữ dầu.
Ngày 17 tháng 8 năm 2005, SPR đạt đến mục tiêu 700 triệu thùng (110.000.000 m3), hay khoảng 96% khả năng tích trữ hiện tại được gia tăng là 727 triệu thùng (115.600.000 m3). Khoảng 60% dầu thô trong kho là các loại dầu thô chua ít được ưa chuộng (có hàm lượng lưu huỳnh cao). Dầu thô được đưa đến kho dự trữ thuộc dầu "chi trả bằng dầu" — có nghĩa là các công ty dầu trả tiền cho chính phủ Hoa Kỳ để khai thác dầu trên các thềm lục địa ngoài khơi Vịnh México thay vì phải trả bằng tiền mặt thì họ có thể trả bằng dầu thô.
Ngày 25 tháng 4 năm 2006, Tổng thống Bush thông báo tạm ngưng việc đổ dầu vào kho dự trữ như một phần của chương trình bốm điểm nhằm giảm bớt giá dầu đang lên cao.
Ngày 23 tháng 1 năm 2007, trong bài diễn văn về Tình trạng Liên bang, Tổng thống Bush đề nghị rằng Quốc hội Hoa Kỳ nên chấp thuận mở rộng khả năng tích trữ dầu mỏ vào kho lên gấp đôi khả năng dự trữ hiện tại.
Tháng tư năm 2008, Chủ tịch Hạ viện Hoa Kỳ Pelosi kêu gọi Tổng thống Bush đình chỉ tạm thời việc mua dầu mỏ cho kho dự trữ.
Ngày 12 tháng 5 năm 2008, Dân biểu Peter Welch (thuộc đảng Dân chủ, ở tiểu bang Vermont) và 63 người đồng bảo trợ giới thiệu Dự luật Bảo vệ Người tiêu thụ và Đình chỉ Đổ đầy Kho dự trữ Dầu mỏ Chiến lược (H.R.6022) nhằm mục đích đình chỉ việc thu mua dầu mỏ cho kho Dự trữ Dầu mỏ Chiến lược.
Ngày 16 tháng 5 năm 2008, Bộ Năng lượng Hoa Kỳ nói họ sẽ ngưng tất cả các vụ giao dầu đến Kho Dự trữ Dầu mỏ Chiến lược vào thời gian nào đó trong tháng 7. Thông báo này được đưa ra sau khi Quốc hội Hoa Kỳ biểu quyết chỉ thị cho chính phủ Bush làm việc tương tự. Bộ Năng lượng Hoa Kỳ không nói khi nào thì các vụ giao dầu mỏ được tiếp tục trở lại.
Ngày 19 tháng 5 năm 2008, Tổng thống Bush ký đạo luật mà Quốc hội Hoa Kỳ thông qua mặc dù ông trước đó từng phản đối.
Ngày 2 tháng 1 năm 2009, Bộ Năng lượng Hoa Kỳ nói rằng họ sẽ bắt đầu mua khoảng 12 triệu thùng (1.900.000 m3) dầu thô để đổ vào kho dự trữ dầu mỏ chiến lược, bổ sung nguồn dự trữ đã bị bán ra sau bão Katrina và bão Rita năm 2005. Việc mua số dầu mỏ này được tài trợ bởi số tiền khoảng 600 triệu đô la thu được khi bán dầu khẩn cấp vào năm 2005.

### Bán dầu khẩn cấp cho Israel
Theo Hiệp ước Tạm thời Sinai năm 1975, được Hoa Kỳ và Israel ký kết như điều kiện ban đầu để Israel trao trả lại Bán đảo Sinai và các mỏ dầu có liên quan cho Ai Cập, trong một tình huống khẩn cấp, Hoa Kỳ có bổn phận tạo điều hiện sẵn có để bán dầu mỏ cho Israel trong thời gian lên đến 5 năm.

## Những hạn chế
Kho dự trữ dầu mỏ chiến lược đặc biệt chỉ là một kho dự trữ dầu thô, không phải là kho dự trữ nhiên liệu dầu đã tinh lọc, thí dụ như xăng, dầu cặn và dầu lửa. Mặc dù Hoa Kỳ có dự trữ dầu sưỡi ở mức độ nhỏ là khoảng 2 triệu thùng tại tiểu bang Connecticut, Rhode Island và New Jersey, chính phủ liên bang không có duy trì kho dự trữ xăng ở mức độ giống như kho dự trữ dầu mỏ chiến lược. Hậu quả là, trong khi Hoa Kỳ hưởng được một mức độ bảo vệ nào đó đối với việc ngưng trệ nguồn cung cấp dầu mỏ nhưng Hoa Kỳ sẽ phải lệ thuộc vào những thành viên tích trữ khác thuộc Cơ quan Năng lượng Quốc tế nếu xảy ra bất cứ sự ngưng trệ lớn nào trong các hoạt động lọc dầu. Vì trong vòng 30 năm qua, Hoa Kỳ không xây dựng bất cứ cơ sở lọc dầu mới nào nên Hoa Kỳ có ít khả năng thặng dư sản phẩm dầu đã được lọc. Điều này đã được minh chứng trong thời gian có bão Katrina khi có nhiều cơ sở phức hợp lọc dầu trên Duyên hải Vịnh México bị ngưng trệ trong một thời gian.
Có nhiều lời đề nghị cho rằng Bộ Năng lượng Hoa Kỳ nên tích trữ cả xăng và nhiên liệu phản lực để giảm thiểu điểm yếu này. Một số quốc gia như Úc có kho dự trữ chiến lược gồm cả dầu mỏ và các sản phẩm tinh lọc từ dầu mỏ. Trong vài trường hợp, kho dự trữ còn có cả kho dự trữ chiến lược nhiên liệu phản lực.
Cựu Bộ trưởng Năng lượng Hoa Kỳ, Samuel Bodman, có nói rằng Bộ Năng lượng Hoa Kỳ sẽ xem xét các sản phẩm dầu mỏ đã tinh lọc như một phần của dự án mở rộng kho dự trữ dầu mỏ chiến lược của Hoa Kỳ từ 1 tỉ đến 15 tỉ thùng (2,4×109 m3).

## Rút dầu từ kho dự trữ

### Bán dầu
- 1985 - bán thử nghiệm - 11 triệu thùng (1.700.000 m3)
- 1990/91 - bán lúc có chiến dịch Desert Storm - 21 triệu thùng (3.300.000 m3)
  - 4 triệu thùng bán thử nghiệm vào tháng 8 năm 1990
  - 17 triệu thùng vào tháng 1 năm 1991 theo chỉ thị mở kho dự trữ của tổng thống
- 1996-97 tổng số bán không khẩn cấp để giảm thâm thủng ngân sách quốc gia - 28 triệu thùng (4.500.000 m3)
- Tháng 7 và 8 năm 2000 - 28 triệu thùng (4.500.000 m3) để cung cấp cho kho dự trữ dầu sưỡi gia cư vùng đông bắc.
- Tháng 9 và 10 năm 2000 - 30 triệu thùng (4.800.000 m3) để đối phó với mối quan tâm về mức độ chưng cất thấp tại vùng đông bắc Hoa Kỳ.
- 2005 - bán vào lúc bão Katrina - 11 triệu thùng (1.700.000 m3). Bão Katrina làm ngưng trệ 95% hoạt động sản xuất dầu thô và 88% công suất khí tự nhiên trong Vịnh México. Tổng số này chiếm đến một phần tư công suất sản xuất dầu và khí của Hoa Kỳ. Khoảng 735 giàn khoan và bệ sản xuất dầu và khí tự nhiện của Hoa Kỳ bị di tản vì bão.
- 2011 - bán dầu lúc mùa xuân Ả Rập - bán không khẩn cấp 30 triệu thùng (4.800.000 m3) để bù trừ thiếu hụt do tác động của các cuộc nổi dậy chính trị tại Libya và nơi khác tại Trung Đông. Số lượng dầu bán ra của Hoa Kỳ được hưởng ứng bởi các quốc gia thuộc IEA với tổng số là 60 triệu thùng (9.500.000 m3) được bán ra từ các kho dự trữ trên khắp thế giới.[17]

### Giao dịch và mượn dầu
Ghi chú: Các vụ mượn dầu được thực hiện theo cơ bản từng vụ để giảm bớt tác động ngưng trệ nguồn cung cấp dầu. Một khi điều kiện trở lại bình thường, dầu mượn được trả lại kho dự trữ chiến lược cộng với phần dầu phụ trội đóng vai trò như lợi nhuận cho một vụ mượn.
- Tháng 4 và 5 năm 1996 - 900.000 thùng (140.000 m3) cho công ty dầu ARCO mượn để giảm bớt tác động của vụ đường ống dẫn dầu bị nghẹt.
- Tháng 8 năm 1998 - 11 triệu thùng (1.700.000 m3) cho công ty PEMEX mượn để đổi lấy 85 triệu thùng (13.500.000 m3) dầu thô chất lượng cao.
- Tháng 6 năm 2000 - 1 triệu thùng (160.000 m3) cho công ty Citgo và Conoco mượn để đối phó với tình trạng đường vận tải biển bị phong tỏa.
- Tháng 10 năm 2002 - 296.000 thùng (47.100 m3) cho Công ty Ống dẫn dầu Shell mượn trước khi bão Lili kéo đến.
- Tháng 9 và 10 năm 2004 - 54 triệu thùng (8.600.000 m3) cho Astra Oil, ConocoPhillips, Công ty Lọc dầu Placid, Công ty Dầu khí Shell, và Premcor sau bão Ivan.
- Tháng 9 và 10 năm 2005 - 98 triệu thùng (15.600.000 m3) cho ExxonMobil, Công ty Lọc dầu Placid, Valero, BP, Marathon Oil, và Total S.A. mượn sau bão Katrina.
- Tháng 1 và 2 năm 2006 - 767.000 thùng (121.900 m3) cho Total Petrochemicals USA mượn vì đường vận tải biển qua eo biển Sabine Neches bị đóng đối với tàu chở hàng hạng nặng sau một vụ tai nạn xà lan trong eo biển này.[18]
- Tháng 6 năm 2006 - 750.000 thùng (119.000 m3) dầu thô chua cho ConocoPhillips và Citgo mượn vì đường vận tải qua eo biển Calcasieu bị đóng vài ngày. Số dầu này được hoàn trả vào tháng 10 năm 2006.
- Tháng 9 năm 2008 - 250.000 thùng (40.000 m3) cho Citgo mượn vì công ty này không nhận được dầu thô sau bão Gustav.
- Tháng 9 năm 2008 - 130.000 thùng (21.000 m3) cho công ty lọc dầu Placid Refining mượn và 250.000 thùng (40.000 m3) cho Marathon Oil mượn sau bão Gustav.[19]